# Bankgiroloterij/2004
Deze pagina geeft een overzicht van de wielerploeg Bankgiroloterij in 2004.

## Algemeen
Sponsors: BankGiro Loterij (Nederlandse loterij)
Ploegmanager: Piet Hoekstra
Ploegleiders: Arend Scheppink
Fietsen: Batavus

## Renners
| Naam                  | Geboortedatum | Nationaliteit | Ploeg 2003                             |
| --------------------- | ------------- | ------------- | -------------------------------------- |
| Allan Bo Andresen     | 19-02-1972    | Denemarken    | Fakta                                  |
| Lars Ytting Bak       | 16-01-1980    | Denemarken    | Fakta                                  |
| Jeroen Blijlevens     | 29-12-1971    | Nederland     | Bankgiroloterij                        |
| Marco Bos             | 05-07-1979    | Nederland     | Cycling Team Löwik - Tegeltoko         |
| Addy Engels           | 16-06-1977    | Nederland     | Rabobank                               |
| Allan Johansen        | 14-07-1971    | Denemarken    | Fakta                                  |
| Rudie Kemna           | 05-10-1967    | Nederland     | Bankgiroloterij                        |
| Jørgen Bo Petersen    | 11-04-1970    | Denemarken    | Fakta                                  |
| Matthé Pronk          | 01-07-1974    | Nederland     | Bankgiroloterij                        |
| Julien Smink          | 15-02-1977    | Nederland     | Bankgiroloterij                        |
| Laurens Ten Dam       | 13-11-1980    | Nederland     | Rabobank TT3                           |
| Vincent van der Kooij | 10-06-1977    | Nederland     | Bankgiroloterij                        |
| Remco van der Ven     | 24-06-1975    | Nederland     | Bankgiroloterij                        |
| Eelke van der Wal     | 15-01-1981    | Nederland     | Stichting Wielerontwikkeling "Espoirs" |
| Frank van Dulmen      | 12-01-1980    | Nederland     | Cycling Team Löwik - Tegeltoko         |
| Alain van Katwijk     | 28-02-1979    | Nederland     | AXA Cycling Team                       |
| Pieter Vries          | 25-07-1975    | Nederland     | Bankgiroloterij                        |

## Belangrijke overwinningen
| Hel van het Mergelland winnaar: Allan Johansen Ronde van Luxemburg 1e etappe: Lars Ytting Bak GP Jef Scherens winnaar: Allan Johansen Werelduurrecord achter de derny Matthé Pronk |

Mannen: 1999 · 2000 · 2001 · 2002 · 2003 · 2004 · 2005 · 2006 · 2007 · 2008 · 2009 · 2010 · 2011 · 2012 · 2013 · 2014 · 2015 · 2016 · 2017 · 2018 · 2019 · 2020 · 2021 · 2022 · 2023 · 2024 · 2025
Vrouwen: 2011 · 2012 · 2013 · 2014 · 2015 · 2016 · 2017 · 2018 · 2019 · 2020 · 2021 · 2022 · 2023 · 2024 · 2025